# 人形劇団ぽけっと
人形劇団ぽけっと（にんぎょうげきだんぽけっと）は、岐阜県土岐市の専門人形劇団（プロ）である。中部日本専門人形劇団加盟。
1987年結成の劇団で、全国にある数少ない公立人形劇場のひとつであるドリームシアター岐阜で公演を行うなど中部地方を中心とし全国で公演を行っている。

## 所在地
- 住所：〒509-5161 岐阜県土岐市泉が丘6-30

## 演目
- 花咲かじいさん
- おむすびころりん
- さるかにばなし
- おてがみ　だぁ～れ
- びんぼう神と福の神
- 金のおの銀のおの